# Erling Johannes Norvik
Erling Johannes Norvik (né le 27 avril 1899 à Trondenes et décédé le 27 novembre 1964 à Vadsø) est un fonctionnaire et un homme politique norvégien du Parti conservateur.

## Biographie
Il est avant tout un responsable local et régional du Parti conservateur et conseiller municipal de Vadsø (1931-1936) et (1947-1951).
De 1950 à 1961, il est élu député au Storting.
Il est le père d'Erling Norvik, député et président du Parti conservateur.